# Deepwater (Missouri)
Deepwater est une ville du comté de Henry, dans le Missouri, aux États-Unis,. Située au sud du comté, elle est incorporée en 1885.

## Démographie
Lors du recensement de 2010, la ville comptait une population de 433 habitants. Elle est estimée, en 2016, à 410 habitants.

### Source de la traduction
- (en) Cet article est partiellement ou en totalité issu de l’article de Wikipédia en anglais intitulé « Deepwater, Missouri » (voir la liste des auteurs).